# Campo Magro
Campo Magro là một đô thị thuộc bang Paraná, Brasil. Đô thị này có diện tích 275,466 km², dân số năm 2007 là 23328 người, mật độ 96,3 người/km².